# Oberrieden (Bawaria)
Oberrieden – miejscowość i gmina w Niemczech, w kraju związkowym Bawaria, w rejencji Szwabia, w regionie Donau-Iller, w powiecie Unterallgäu, wchodzi w skład wspólnoty administracyjnej Pfaffenhausen. Leży w Szwabii, około 5 km na północny zachód od Mindelheimu, nad rzeką Kammel.

## Demografia
| Rok  | Liczba mieszk. |
| ---- | -------------- |
| 1970 | 1 149          |
| 1987 | 1 160          |
| 2005 | 1 253          |

## Polityka
Wójtem gminy jest Wilhelm Robert, rada gminy składa się z 12 osób.
|      | Freie Wählervereinigung | Wählergemeinschaft Unterrieden | Razem |
| ---- | ----------------------- | ------------------------------ | ----- |
| 2008 | 8                       | 4                              | 12    |
| 2002 | 7                       | 5                              | 12    |

## Oświata
W gminie znajduje się przedszkole (75 miejsc i 50 dzieci).